# Marie-Thérèse Bourasseau
Marie-Thérèse Bourasseau, född 1954 eller 1955, är en tidigare fransk handbollsmålvakt.
Hon spelade för Stade Français / Issy les Moulineaux under 1980-talet och var också senare tränare i klubben. Det är oklart när hon började spela för klubben men hon spelade åtminstone från 1983 till slutet av 1980-talet. 1984 och 1986 vann hon franska mästerskapet och 1986 och 1987 vann hon Coupe de France i handboll med klubben.
Bourasseau spelade också  120 landskamper för Frankrike från mitten av 1970-talet till 1987.

## Tränare och idrottsledare
Efter sin spelarkarriär var hon tränare för Stade Français / Issy les Moulineaux. Som tränare förändrade hon handbollssektionen i Stade Français och fungerade också som ordförande  från 2001 till 2008. 2009 blev det en självständig klubb, nuvarande Paris 92.
Hon är 2022 pensionär efter en karriär som lärare. Hon sitter i ledningen för Frankrikes U18 landslag, i ledningen för franska handbollsförbundet och är ordförande i kommissionen för att handlägga tvistemål och protester inom förbundet sedan 2008.